# المقرح الأبيض
المقرح الابيض، قرية من قرى محافظة العلا، والتابعة لمنطقة المدينة المنورة في السعودية. تقع في شمال المدينة المنورة، وتبعد عنها بمسافة تقارب ( 345) كيلو متر، وعن العلا بمسافة تقارب ( 45 ) كيلو متر.